# Beroun-Hostim
Beroun-Hostim je část města Beroun v okrese Beroun. Nachází se asi 4 km na východ od centra. Částí města protéká Loděnice. Prochází zde silnice II/116. Beroun-Hostim leží v katastrálním území Hostim u Berouna o rozloze 3,1 km².

## Historie
První písemná zmínka o vesnici pochází z roku 1310.
V roce 1869 byla vesnice součástí obce Svatý Jan, v letech 1880–1979 samostatnou obcí a od 1. ledna 1980 se stala součástí města Beroun.

## Obyvatelstvo
| Rok            | 1869 | 1880 | 1890 | 1900 | 1910 | 1921 | 1930 | 1950 | 1961 | 1970 | 1980 | 1991 | 2001 | 2011 | 2021 |
| -------------- | ---- | ---- | ---- | ---- | ---- | ---- | ---- | ---- | ---- | ---- | ---- | ---- | ---- | ---- | ---- |
| Počet obyvatel | 204  | 230  | 266  | 254  | 239  | 201  | 230  | 145  | 142  | 108  | 78   | 52   | 59   | 89   | 122  |
| Počet domů     | 38   | 40   | 40   | 41   | 40   | 40   | 45   | 54   | 45   | 37   | 34   | 49   | 50   | 52   | 53   |

## Přírodní poměry
Část katastrálního území Hostim u Berouna jižně a severozápadně od vesnice je součástí rozsáhlé národní přírodní rezervace Karlštejn.

## Pamětihodnosti
- Hospodářská budova čp. 30
- Jižně od vesnice se nad soutokem Berounky a Loděnice nachází hradiště Kozel, které bylo osídleno v několika pravěkých obdobích a zejména v raném středověku.[6]
- Šanův kout a Šanová jeskyně
- V katastrálním území Hostimi se nachází bývalý stěnový vápencový lom Alkazar. V období druhé světové války zde vznikl systém podzemních prostor, které měly sloužit pod krycím názvem Kainit jako tajná továrna pro výrobu výzbroje německé armády. V letech 1950 až 1964 zde byl uskladňován radioaktivní odpad z jáchymovských dolů. Toto podzemní úložiště radioaktivního odpadu bylo řádně zabezpečeno až v roce 1997.[7][8][9]